# Sarreinsming
Sarreinsming là một xã trong vùng Grand Est, thuộc tỉnh Moselle, quận Sarreguemines, tổng Sarreguemines-Campagne. Tọa độ địa lý của xã là 49° 05' vĩ độ bắc, 07° 06' kinh độ đông. Sarreinsming nằm trên độ cao trung bình là 220 mét trên mực nước biển, có điểm thấp nhất là 194 mét và điểm cao nhất là 310 mét. Xã có diện tích 6,98 km², dân số vào thời điểm 1999 là 1249 người; mật độ dân số là 178 người/km².

## Thông tin nhân khẩu
| 1962  | 1968  | 1975  | 1982  | 1990  | 1999  |
| ----- | ----- | ----- | ----- | ----- | ----- |
| 1 071 | 1 159 | 1 174 | 1 182 | 1 166 | 1 249 |